# Tönnersjö härad
Tönnersjö härad var ett härad i södra Halland, Hallands län. Området utgör idag södra delen av Halmstads kommun. Tönnersjö härad omfattade 1927 600 kvadratkilometer varav 584 land. Här fanns 1932 10 783 invånare. Tingsställe var i slutet av 1600-talet Röinge och mellan 1733 och 1745 Trönninge för att däremellan till 1891 vara ett ambulerande ting, innan det 1891 fick sitt tingsställe i Halmstad. 

## Vapnet
Häradsvapnet fastställdes av Kungl. Maj:t år 1958: "I rött fält en stående tunna av silver med blå laggband, ringband och fyra parvis ordnade bukband samt fyrkantigt svart sprund".

## Namnet
Häradsnamnet är taget efter kyrkbyn i Tönnersjö socken som troligen 1309 skrevs Tundrus. Det innehåller genitiv av Genevadsåns gamla namn Tund och avledningen öse av os, "åmynning".

## Socknar
- Breared
- Eldsberga
- Enslöv (den mindre del som låg norr om Nissan, kallad Fjällgime fjärding, tillhörde före 1938 Halmstads härad)
- Snöstorp
- Trönninge
- Torup (endast den hälft som låg söder om Nissan, från och med 1929 överflyttad till Halmstads härad)
- Tönnersjö

samt Oskarströms köping från 1947

## Geografi
Häradet var beläget söder om Nissan och sträckte sig från Småländska höglandet till Kattegatt. Vid kusten finns flygsand och klitter. Därinnanför en slätt med bördig jordbruksmark. Därefter vidtar en skogstrakt med våtmarker och ljunghedar.
Sätesgårdar var Stjärnarps säteri (Eldsberga socken), Stora Fladje herrgård (Eldsberga), Stora Böslids herrgård (Eldsberga), Andersfälts herrgård (Eldsberga), Krontorps herrgård (Eldsberga), Arlösa herrgård (Enslöv), Stora Ättarps säteri (Enslöv), Lilla Ättarps säteri (Enslöv). Kistinge herrgård (Snöstorp), Skedala säteri (Snöstorp) och Alslövs herrgård (Tönnersjö).
I kyrkbyn i Breareds socken fanns ett gästgiveri.

## Län, fögderier, tingslag, domsagor och tingsrätter
Socknarna ingick i Hallands län. Församlingarna tillhör(de) Göteborgs stift.
Häradets socknar hörde till följande fögderier:
- 1720-1946, 1 juli Laholms fögderi
- 1946, 1 juli-1990 Halmstads fögderi Tönnersjö och Eldsberga socknar övergick dock till Halmstads fögderi först 1952.

Häradets socknar tillhörde följande tingslag, domsagor och tingsrätter:
- 1683-1890 Tönnersjö tingslag i Hallands södra domsaga (Höks, Tönnersjö och Halmstads härader)
- 1891-1947 Halmstads och Tönnersjö tingslag i Hallands södra domsaga
- 1948-1970 Hallands södra domsagas tingslag i Hallands södra domsaga

- 1971-1974 Hallands södra tingsrätt och domsaga
- 1975- Halmstads tingsrätt och domsaga